# Çobansayvant, Kocaali
Çobansayvant là một xã thuộc huyện Kocaali, tỉnh Sakarya, Thổ Nhĩ Kỳ. Dân số thời điểm năm 2008 là 308 người.